# Sittingbourne
Sittingbourne es una villa del distrito de Swale, en el condado de Kent (Inglaterra).

## Geografía
Según la Oficina Nacional de Estadística británica, Sittingbourne tiene una superficie de 8,62 km².

## Demografía
Según el censo de 2001, Sittingbourne tenía 39 974 habitantes (48,98% varones, 51,02% mujeres) y una densidad de población de 4637,35 hab/km². El 21,73% eran menores de 16 años, el 71,43% tenían entre 16 y 74 y el 6,84% eran mayores de 74. La media de edad era de 37,67 años.
El 94,36% eran originarios de Inglaterra y el 2,18% de otras naciones constitutivas del Reino Unido, mientras que el 1,39% eran del resto de países europeos y el 2,07% de cualquier otro lugar. Según su grupo étnico, el 98,09% de los habitantes eran blancos, el 0,68% mestizos, el 0,71% asiáticos, el 0,24% negros, el 0,22% chinos y el 0,07% de cualquier otro. El cristianismo era profesado por el 76,09%, el budismo por el 0,12%, el hinduismo por el 0,29%, el judaísmo por el 0,06%, el islam por el 0,39%, el sijismo por el 0,1% y cualquier otra religión por el 0,23%. El 15,21% no eran religiosos y el 7,51% no marcaron ninguna opción en el censo.
Del total de habitantes con 16 o más años, el 27,16% estaban solteros, el 54,08% casados, el 2,6% separados, el 8,07% divorciados y el 8,09% viudos. Había 16 022 hogares con residentes, de los cuales el 25,81% estaban habitados por una sola persona, el 8,54% por padres solteros con o sin hijos dependientes, el 41,29% por parejas casadas y el 10,49% sin casar, con o sin hijos dependientes en ambos casos, el 9,22% por jubilados y el 4,65% por otro tipo de composición. Además, había 405 hogares sin ocupar y 33 eran alojamientos vacacionales o segundas residencias.

## Ciudades hermanadas
Sittingbourne están hermanadas con las siguientes ciudades:
- Ypres, Flandes Occidental, Flandes, Bélgica, (desde 1964).